# Битва под Цедыней
Би́тва под Цеды́ней (польск. Bitwa pod Cedynią) — сражение, состоявшееся 24 июня 972 года между войсками князя Мешка I и маркграфа Саксонской Восточной марки Одо I при поддержке графа Вальбека Зигфрида I. Битва произошла по инициативе немецких графов, не согласившихся с договором Мешка I и Оттона I Великого. Сражение стало единственным крупным эпизодом вторжения Одо на Западное Поморье.
Информация о битве сохранилась благодаря Хронике Титмара Мерзебургского. Точное место битвы неизвестно. Хроника даёт лишь название местности в латинской транскрипции: «Cidini». В XVIII веке епископ Адам Тадеуш Нарушевич в труде «История польского народа» (« Historia narodu polskiego») соотнёс Cidini с современным Щецином. Многие историки указывают место сражения на левом берегу Одры, отождествляя Cidini с Цедеником или с Цойтеном. Однако большинство современных исследователей идентифицируют место битвы с Цедыней.

## Предыстория

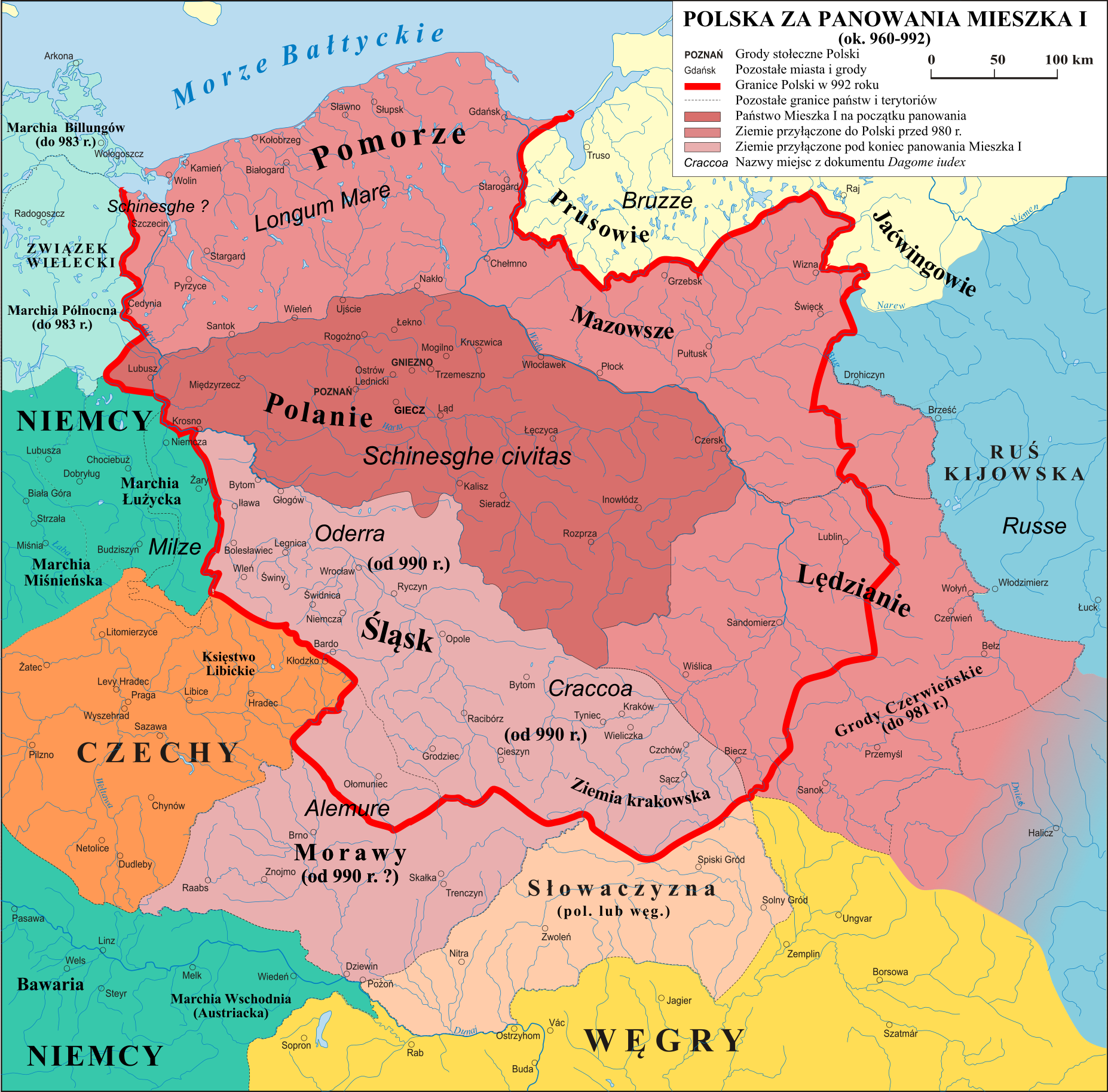
Польша при Мешке I

Возле Цедыни должен был быть брод на реке Одре, через который пролегал торговый путь из Полабья в Поморье. Наличие торгового пути обеспечивало большую плотность поселений в этом районе. В IX веке в Цедыне находился пограничный город лицикавиков. Этот город устанавливал границу.
В 972 году маркграф Одо I напал на польское княжество. Согласно хронике Титмара, эта атака была самовольной и противоречила воле императора Оттона I:

 "Тем временем знатный маркграф Одо, собрав войска, напал на верного цесарю и платившего ему дань до реки Варты Мешка. Оригинальный текст (пол.)Tymczasem dostojny margrabia Hodo, zebrawszy wojsko, napadł z nim na Mieszka, który wierny cesarzowi płacił trybut aż po rzekę Wartę. 
Войска Одо I вышли из Магдебурга. Перешли через территорию племён лютичей и ободритов, которые сохраняли нейтралитет. Существует много гипотез относительно мотивов Одо I. Возможно, маркграф хотел остановить рост княжества Мешка I. Самой правдоподобной гипотезой является то, что он хотел сохранить лютичей в своей сфере влияния, из-за которых был в конфликте и с Оттоном I, и с Мешком I. Также считается, что именно лютичи попросили помощи Одо.

## Ход битвы

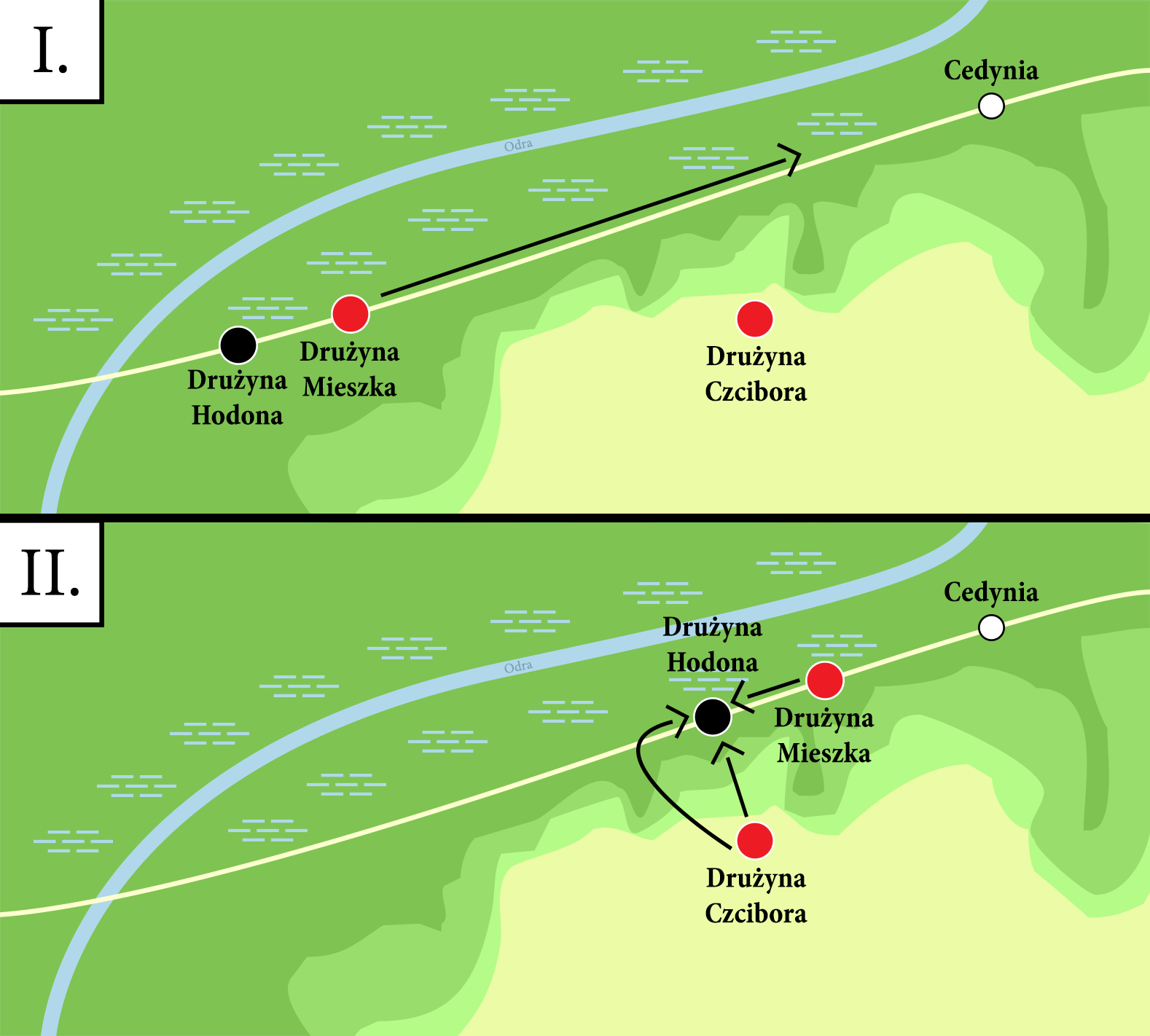
Гипотетический ход битвы

Благодаря исследованиям топографии, вооружения и военной тактики Раннего Средневековья и анализам исторических источников возникло представление о развитии гипотетической битвы. Одной из таких гипотез является то, что силы обеих сторон были равны (и не превышали нескольких тысяч человек), однако Одо, вероятно, имел больше тяжёлой конницы. Считается, что в его армии было 1000—1300 единиц тяжёлой кавалерии. Войска Одо были собраны на территории его же маркграфства, а войска Зигфрида фон Вальбека состояли из простых наёмников и авантюристов, жаждущих добычи и славы. Кроме того, в войске маркграфа было около 3000 пехотинцев в основном из славянских племён. Преимуществом Мешка I были лучники и лёгкая пехота, подготовленная к битве на неровной поверхности.
Мешко поделил своё войско на три части. Задачей первой и самой крупной колонны из кавалерии, который и руководил польский князь, была оборона переправы через реку Одру и захват дороги, по которой шли войска графов. Неизвестно, как долго Мешко I собирался удерживать переправу. На близком к Цедыне холме стояли отряды лучников и щитоносцев, из посполитого рушения также была кавалерия, руководимая братом Мешка Чтибором. Утром перед битвой Одо I разместил в первом эшелоне личный отряд конных рыцарей и вспомогательный отряд Зигфрида фон Вальбека. После была пехота, поделённая на колонны. В первой фазе битвы Одо I прорвался через Одру, началась погоня маркграфа за войском поляков, которые укрылись в Цедыне. Вдохновлёные лёгкой победой, немецкие войска расслабились, в тылу у кавалерии осталась пехота. Войска Одо, готовившиеся к штурму города, были обстреляны с холма, а после на них обрушилось войско под командованием Чтибора. Тогда войска Мешка I контратаковали с Цедыни, и немецкая армия была взята в ловушку. Битва превратилась в резню, в которой погибла почти вся армия графов. Им удалось вырваться из окружения и перейти на левый берег Одры.
Летописец Титмар считает победителем битвы под Цедыней именно Чтибора, который якобы спас своего старшего брата, однако многие исследователи считают это заранее продуманным манёвром, целью которого было заманить немецкое войско в засаду. На это указывает то, что Мешко заранее оставил часть армии на холме, а также популярность такой тактики у славян в раннем средневековье. Мешко, не уверенный в эффективности обороны Одры, оставил в тылу часть войск для защиты в случае неудачи.

## Последствия
Битва под Цедыней окончательно сорвала планы лужицкого маркграфа захватить Поморье, подтвердила принадлежность Западного Поморья к Гнезненскому государству, которое, однако, оказалось недолгим, так как уже при Болеславе I Храбром Королевство Польское потеряет Поморье. Несмотря на наличие этого региона в Dagome iudex, существует теория, что Поморье и никогда не было частью Польши, а был лишь гоминиумом.
Успех Мешка I не удовлетворил Оттона I. Он решил принять меры против возможного вторжения польского князя. Одной из них был съезд обеих сторон в Кведлинбург в 973 году для заключения договора. Поморье оставалось частью Гнезненского государства, но Мешко должен был отдать своего сына как заложника — гарантией спокойствия на восточных границах империи. Стабилизация ситуации на западе позволила Мешку I защищаться от нападения с юга Чешским княжеством.

## Гипотезы о битве
Недостаток информации о битве из источников породил множество интерпретаций отдельных моментов, что в свою очередь привело к возникновению большого количества гипотез.
Бенон Мишкевич утверждает, что частью войска под командованием Мешка I была пехота (кавалерией управлял Чтибор).
Владислав Филиповяк же считает, что Мешко командовал кавалерией, а Чтибор — пехотой, что засада под Цедыней была спланирована не менее чем за день.
Леон Ратайчик рассуждает, что и в самом городе были бои. Он аргументирует свою гипотезу тем, что бои в городской черте могли привести к дезорганизации рядов в войске Одо I, а дальше — к их окружению.

## Память о битве

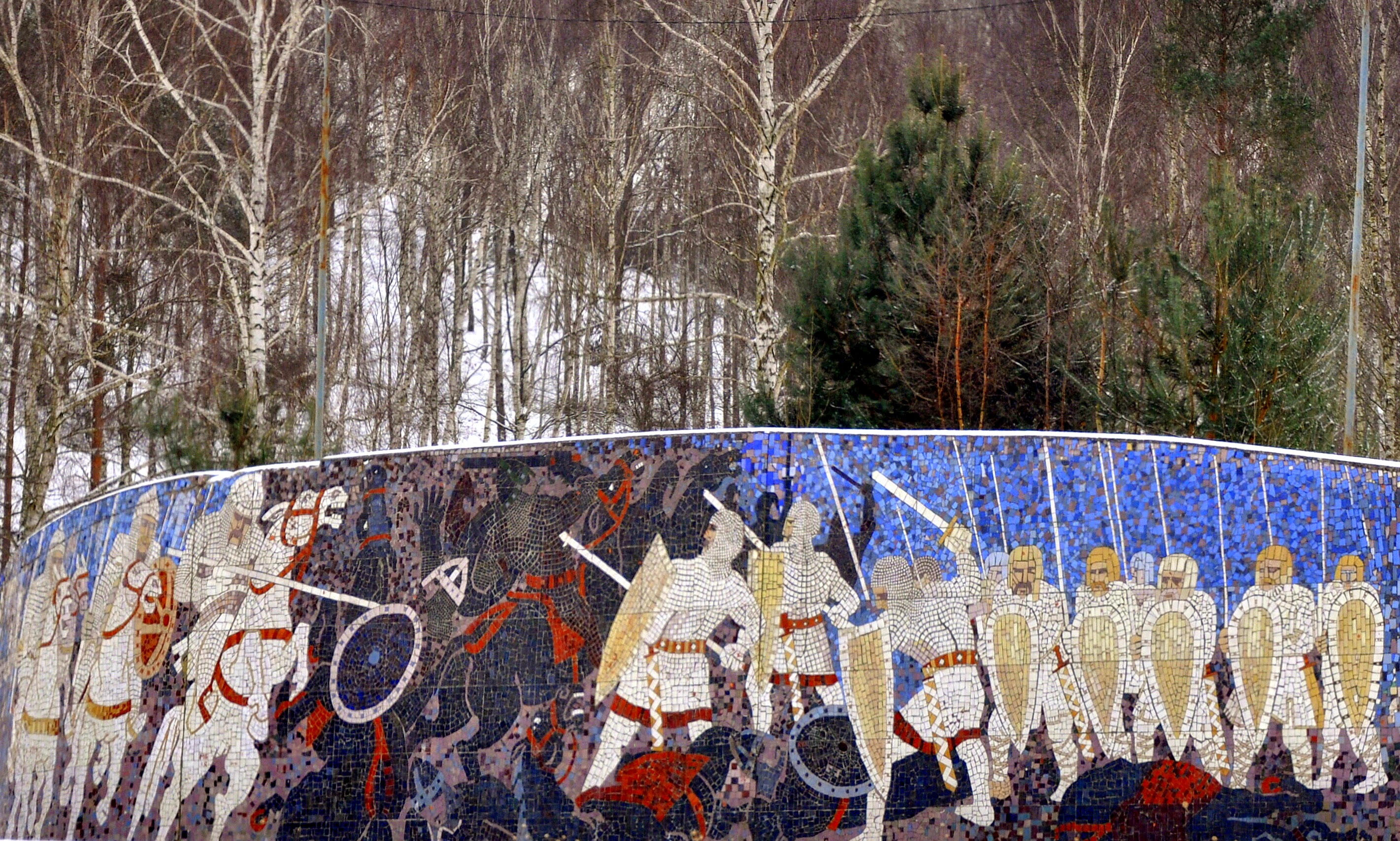
Мозаика, изображающая сцену битвы при Цедыне.

Лишь пустя почти тысячу лет это событие стало важным для новейшей истории Польши. После 1945 года битва под Цедыней стало символом единства Польши с Возвращёнными землями. Значение для пропаганды, как отмечает профессор Ян Мария Пискорский: 

 (…) в новой послевоенной реальности поляков миф о Цедыне, где Мешко I и его брат якобы защищали Польшу от немецкого Дранг нах Остен, оказался настолько полезным, что стал, как это бывает, жить независимо от своего автора. Оригинальный текст (пол.)(...) w nowej powojennej rzeczywistości polskiej mit Cedyni, gdzie Mieszko I i jego brat bronili rzekomo Polski przed niemieckim Drang nach Osten, okazał się na tyle użyteczny, że zaczął, jak to często bywa, żyć własnym życiem, odrywając się od podstawy źródłowej. 
 На расположенном на западе от Цедыни холме 24 июня 1972 года был открыт «Мемориал польской победы на Одре» на 1000-летие битвы. На памятнике изображен орёл, выполненный щецинскими скульпторами Чеславом Вронкой и Станиславом Бижкой. Это туристическая зона, так как на вершине холма располагается и смотровая площадка на долину Одры. На подножии холма есть парковка, установлена информационная доска. На следующий юбилей битвы была организована инсценировка этого боя.
Сражение в 1990 году было увековечено на Могиле неизвестного солдата в Варшаве надписью на одной из табличек «CEDYNIA 24 VI 972».
С 1997 по 1998 год курсировал экспресс-поезд Чтибор (Czcibor) Вроцлав-Главный — Щецин-Главный (—Свиноуйсьце. Проезжал он за несколько десятков километров от места битвы.
В 2012 году в альбоме «Истории борьбы за свободу» («Historie walk o wolność») польской патриотичной группы «Horytnica» была песня «Cedynia 972».
24 июня 2022 года в оборот вошла почтовая марка с изображением битвы под Цедыней в честь её 1050-летия.